# ChatGPT
ChatGPT je sustav umjetne inteligencije u vlasništvu poduzeća OpenAI. Slobodno je dostupan na webu. Omogućuje sporazumijevanje s njime na prirodnom  jeziku, između ostalog također i na hrvatskom.
ChatGPT postao je dostupan široj javnosti kao prototip 30. studenoga 2022. godine. Ubrzo je privukao pažnju zbog detaljnih odgovora na pitanja iz brojnih područja. 
Program je koji koristi duboko učenje, kako bi odgovorio na tekstualne upite koje mu korisnici upućuju. Korisnici mogu postavljati pitanja ili tražiti savjete o bilo kojoj temi, a ChatGPT će im dati odgovor koji je jezičnom strukturom statistički najbliži onomu što bi ljudsko biće odgovorilo. Model se temelji na dubokom učenju i velikim količinama podataka koje su prikupljene tijekom godina. Model se sastoji od nekoliko slojeva neuronske mreže, koja je trenirana na ogromnoj količini teksta, među ostalim i člancima Wikipedie.
ChatGPT jedan je od najnaprednijih sustava za obradu prirodnog jezika koji su trenutno dostupni. Model se može koristiti u raznim područjima, kao što su: chatbotovi, pretraživači i automatsko pisanje teksta i računalnog koda. Korisnici mogu koristiti ChatGPT za postavljanje pitanja o zdravlju, financijama, tehnologiji ili bilo kojem drugom području, no odgovori ne moraju nužno uvijek biti točni iako jezičnom strukturom mogu biti uvjerljivi. 
Također je korišten u istraživanjima umjetne inteligencije, gdje je pokazao impresivne rezultate. Model je bio u stanju generirati realistične i kreativne odgovore na razne vrste pitanja i izazova. ChatGPT je također dostupan kao besplatna usluga na mreži. Korisnici mogu pristupiti ChatGPT-u putem web stranice OpenAI-a ili putem drugih aplikacija koje koriste ovaj model. Korištenje ChatGPT-a je jednostavno i intuitivno, što ga čini popularnim među korisnicima koji žele brze i precizne odgovore na svoja pitanja.
ChatGPT je važan alat u području obrade prirodnog jezika i umjetne inteligencije. Model je razvijen kako bi olakšao komunikaciju između ljudi i računala, te omogućio brže i točnije odgovore na pitanja i probleme. S obzirom na njegov uspjeh u istraživanju i implementaciji, očekuje se da će ChatGPT nastaviti poboljšavati način na koji ljudi komuniciraju s računalima u budućnosti.
Napravljen je na temelju OpenAI GPT-3 i GPT-4 obitelji velikih jezičkih modela, a dotjeran je i fino podešen. Proces finog podešavanja koristio je i nadzirano učenje i podržano učenje u procesu nazvanom podržano učenje uz ljudske povratne informacije.

## Vanjske poveznice
- OpenAI